# Sara Douglass
Sara Douglass (* 2. Juni 1957 in Penola, South Australia als Sara Warneke; † 27. September 2011 in Hobart, Tasmanien) war eine australische Autorin von Fantasy-Romanen.

## Leben
Douglass wuchs zunächst auf einer kleinen Farm in Südaustralien auf, bevor sie im Alter von sieben Jahren mit ihren Eltern und drei Geschwistern nach Adelaide zog, wo sie das Methodist Ladies College besuchte. Nach der Schule wurde sie auf Wunsch ihrer Eltern Krankenschwester. Eine Berufswahl, die Douglass nicht zufriedenstellte, so dass sie ein Studium in Englischer Geschichte an der Universität von Adelaide absolvierte. Nach ihrer Promotion im Jahr 1992 gab sie den Krankenschwesterberuf auf und lehrte als Dozentin mittelalterliche europäische Geschichte an der La Trobe University in Bendigo.
Douglass begann schließlich, Geschichten zu schreiben, und der Verlag HarperCollins entschied sich 1995, ihr Buch BattleAxe zu veröffentlichen (in den USA unter dem Titel The Wayfarer Redemption erschienen). Dieses Buch ist das erste ihrer Tencendor-Reihe, in der zwischen 1996 und 2010 acht weitere Bücher folgten.
Nach ihren Erfolgen in den englischsprachigen Ländern erschien im Oktober 2002 mit Die Sternenbraut (aus BattleAxe) ihr erster Roman in deutscher Übersetzung.
Sara Douglass widmete sich der Gartenarbeit und pflegte ihre eigene Internet-Präsenz  zu dem Thema.
Im Jahr 2008 wurde bei ihr Krebs diagnostiziert. Am 27. September 2011 starb sie an Eierstockkrebs.

## Bibliografie

### Serien in der Tencendor-Reihe

#### Unter dem Weltenbaum (The Axis Trilogy)
- BattleAxe, HarperCollins 1995, ISBN 0-7322-5119-2
  - Die Sternenbraut, Piper 2003, Übersetzer Marcel Bieger, ISBN 3-492-26523-5
  - Sternenströmers Lied, Piper 2004, Übersetzer Marcel Bieger, ISBN 3-492-26524-3
- Enchanter, HarperCollins 1996, ISBN 0-7322-5129-X
  - Tanz der Sterne, Piper 2004, Übersetzer Marcel Bieger, ISBN 3-492-26525-1
  - Der Sternenhüter, Piper 2004, Übersetzer Marcel Bieger, ISBN 3-492-26526-X
- StarMan, HarperCollins 1996, ISBN 0-7322-5159-1
  - Das Vermächtnis der Sternenbraut, Piper 2004, Übersetzer Marcel Bieger, ISBN 3-492-26527-8
  - Die Göttin des Sternentanzes, Piper 2005, Übersetzer Marcel Bieger,  ISBN 3-492-26528-6

#### Im Zeichen der Sterne (The Wayfarer Redemption)
- Sinner, Voyager / HarperCollins 1997, ISBN 0-7322-5857-X
  - Die sterblichen Götter Tencendors, Piper 2006, Übersetzer Hannes Riffel, ISBN 3-492-70041-1
    - Neuausgabe: Die Erben der Götter, Piper 2008, Übersetzer Hannes Riffel, ISBN 978-3-492-26670-3
    - Neuausgabe: Dämonensturm, Piper 2008, Übersetzer Hannes Riffel,  ISBN 978-3-492-26671-0
- Pilgrim, Voyager / HarperCollins 1998, ISBN 0-7322-5956-8
  - Die Wächter der Zeiten, Piper 2006, Übersetzer Hannes Riffel, ISBN 3-492-70043-8
    - Neuausgabe: Wächter der Träume, Piper 2009, Übersetzer Hannes Riffel, ISBN 978-3-492-26682-6
    - Neuausgabe: Sternensohn, Piper 2006, Übersetzerin Sara Schade, ISBN 978-3-492-26683-3
- Crusader, Voyager / HarperCollins 1999, ISBN 0-7322-5950-9
  - Die letzte Schlacht um Tencendor, Piper 2007, Übersetzer Hannes Riffel, ISBN 3-492-70045-4
    - Neuausgabe: Gebieterin der Dunkels, Piper 2009, Übersetzerin Sara Schade, ISBN 978-3-492-26694-9
    - Neuausgabe: Weltenschlacht, Piper 2009, Übersetzerin Sara Schade, ISBN 978-3-492-26695-6

#### Darkglass Mountain
- The Serpent Bride, Eos / HarperCollins 2007, ISBN 978-0-06-088213-6
- The Twisted Citadel, Voyager / HarperCollins 2008, ISBN 978-0-7322-8290-5
- The Infinity Gate, Eos / HarperCollins 2010, ISBN 978-0-06-088219-8

#### Einzelroman
Die Macht der Pyramiden
- Threshold, Voyager / HarperCollins 1997, ISBN 0-7322-5749-2
  - Die Glaszauberin, Piper 2005, Übersetzer Andreas Decker, ISBN 3-492-26560-X
  - Der Steinwandler, Piper 2006, Übersetzer Andreas Decker, ISBN 3-492-26571-5

### Das dunkle Jahrhundert (The Crucible)
- The Nameless Day, Voyager / HarperCollins 2000, ISBN 0-7322-6518-5
  - Hüter der Macht, Piper 2008, Übersetzerin Sara Riffel, ISBN 978-3-492-26707-6
  - Tochter des Krieges, Piper 2008, Übersetzerin Sara Riffel, ISBN 978-3-492-70163-1
- The Wounded Hawk, Voyager / HarperCollins 2001, ISBN 0-7322-6579-7
  - Diener des Bösen, Piper 2008, Übersetzerin Sara Riffel, ISBN 978-3-492-70164-8
  - Gesandter des Teufels, Piper 2009, Übersetzerin Sara Riffel, ISBN 978-3-492-70165-5
- The Crippled Angel, Voyager / HarperCollins 2001, ISBN 0-00-710848-6

### The Troy Game
- Hades’ Daughter, Voyager / HarperCollins 2002, ISBN 0-7322-7164-9
- God’s Concubine, Voyager / HarperCollins 2004, ISBN 0-7322-7162-2
- Darkwitch Rising, Voyager / HarperCollins 2005, ISBN 0-7322-7158-4
- Druids’ Sword, Voyager / HarperCollins 2006, ISBN 0-7322-7155-X

### Weitere Werke
- Beyond the Hanging Wall, Hodder Headline Australia 1996, ISBN 0-7336-0311-4
  - Der Herr des Traumreichs, Piper 2005, Übersetzerin Irene Holicki, ISBN 3-492-70071-3

### Sachbuch
- The Betrayal of Arthur, Macmillan 1999, ISBN 0-7329-0986-4